# Evaristo Gómez Sánchez y Benavides
Evaristo Gómez Sánchez y Benavides, (Lima, 1826 - Lima, 1893) fue un político, abogado y diplomático peruano. Ministro de Gobierno, Policía y Obras Públicas (1864-1865).

## Biografía
Estudió en el Convictorio de San Carlos y se recibió de abogado en 1846. En 1850 pasó a ser relator de la Corte Superior de Arequipa. En 1851 fue elegido diputado por Camaná, por lo que volvió a radicar en Lima. Ese mismo año fue enviado al Imperio del Brasil como ministro plenipotenciario para realizar el canje de las ratificaciones de la Convención sobre límites, comercio y navegación fluvial firmada recientemente en Lima. De regreso al Perú, retomó su función parlamentaria y concurrió a la legislatura de 1853. Finalizada esta, asumió como rector del convictorio de San Carlos. 
Fue miembro del Congreso Constituyente de 1860 por la provincia de Anta entre julio y noviembre de 1860 durante el tercer gobierno de Ramón Castilla. Este congreso elaboró la Constitución de 1860, la séptima que rigió en el país y la que más tiempo ha estado vigente pues duró, con algunos intervalos, hasta 1920, es decir, sesenta años. Luego de expedida la constitución, el congreso se mantuvo como congreso ordinario hasta 1863 y fue elegido nuevamente en 1864.
En 1860 formó parte de la comisión encargada de redactar los códigos Penal y de Procedimientos en Materia Penal. Durante el gobierno del general Juan Antonio Pezet fue nombrado ministro de Gobierno, en plena crisis internacional ocasionada por la arrogante presencia de la Escuadra Española en aguas sudamericanas. Ejerció dicho ministerio del 14 de octubre de 1864, hasta el 5 de noviembre de 1865, cuando se produjo el golpe de Estado contra Pezet que encabezó el coronel Mariano Ignacio Prado. Junto con el derrocado mandatario se asiló en el barco británico Shear Water, anclado en el Callao.
Desterrado, regresó al Perú en 1868, siendo elegido ese mismo año senador por el departamento de Arequipa. Fue miembro de la comisión permanente del Congreso (1868-1872). Fue reelegido en 1872 y ejerció su senaduría hasta 1876.
Al estallar la guerra del Pacífico fue acreditado como ministro plenipotenciario en Buenos Aires, Montevideo y Asunción, entre 1880 y 1882.